# Mucuna mapirensis
Mucuna mapirensis är en ärtväxtart som först beskrevs av Henry Hurd Rusby, och fick sitt nu gällande namn av James Francis Macbride. Mucuna mapirensis ingår i släktet Mucuna och familjen ärtväxter. Inga underarter finns listade i Catalogue of Life.